# ヴァージ・オブ・ラブ
「ヴァージ・オブ・ラブ」は、荻野目洋子の17枚目のシングル。1989年1月18日にビクター音楽産業（現、ビクターエンタテインメント）よりリリースされた。

## 概要
当時、グラミー賞最優秀プロデューサー賞を獲得したナラダ・マイケル・ウォルデンによるプロデュース作品。表題曲「ヴァージ・オブ・ラブ」は、前年1988年の12月に発表された全編英語詞によるアルバム『VERGE OF LOVE』のタイトル曲に日本語詞を付けたシングルバージョンであり、荻野目自身が主演したフジテレビ系ドラマ『こまらせないで!』の主題歌として使用された。同年(1989年)2月にはアルバム『VERGE OF LOVE』の日本語バージョン『ヴァージ・オブ・ラヴ』が発売され、本シングル表題曲はロングバージョンにて収録された。
TBSテレビ「ザ・ベストテン」及び日本テレビ「歌のトップテン」でそれぞれ10位以内にランクインされたが、荻野目のマネージャーの発言である「アルバムの中の一曲ですが、このアルバムは荻野目の新しい面にチャレンジしたものであり、その中の一曲だけを取り上げてランク付けされて歌うにはまだ自信がありません」との理由により、両番組共に一度も出演しなかった。但しフジテレビ「夜のヒットスタジオ」では、一度だけ出演し同曲を披露している。
公式データでは「ヴァージ・オブ・ラブ」と記載されているが、実際のシングルジャケットには「ヴァージ・オブ・ラヴ」と表記されている。

## 収録曲
1. ヴァージ・オブ・ラブ（日本語バージョン）
作詞・作曲 - NARADA MICHAEL WALDEN-JOYCE IMBESSI-CAROLYN HEDRICH / 日本語詞 - 平井森太郎
フジテレビ系ドラマ『こまらせないで!』主題歌
2. スゥーピン・イン（日本語バージョン）
作詞・作曲 - NARADA MICHAEL WALDEN-JEFFREY COHEN / 日本語詞 - 売野雅勇
フジテレビ系ドラマ『こまらせないで!』挿入歌